# Nikolai Wassiljewitsch Werschinin
Nikolai Wassiljewitsch Werschinin (russisch Николай Васильевич Вершинин; * 15. Januarjul. / 27. Januar 1867greg. im Dorf Lekomskoje, Ujesd Slobodskoi; † 6. April 1951 in Tomsk) war ein russischer Pharmakologe und Hochschullehrer.

## Leben
Werschinin verlor früh seinen Vater Wassili Jakowlewitsch Werschinin, der Landlehrer und Psalmist war, so dass er auf Staatskosten aufwuchs. Er besuchte die geistliche Schule in Nolinsk und das geistliche Seminar in Wjatka mit Abschluss 1887. Darauf arbeitete er als Landlehrer im Ujesd Malmysch. 1889 begann er das Studium an der medizinischen Fakultät der Universität Tomsk (TGU), das er 1894 mit Auszeichnung abschloss. Während des Studiums beteiligte er sich am Kampf gegen die Cholera-Epidemie 1892 in Tomsk.
Werschinin blieb an der TGU, um weiter zu forschen. 1895–1907 war er Assistent des Prosektors, Assistent am Lehrstuhl für Pharmakologie, am Lehrstuhl für Rechtsmedizin und anderen Lehrstühlen, und er arbeitete in der Therapeutischen Fakultätsklinik. 1900–1902 leistete er den Wehrdienst ab als Militärarzt des Omsker Sibirischen Infanterieregiments. 1904 verteidigte er seine Dissertation über die Toxizität des menschlichen Urins. Die darauf folgende Promotion zum Doktor der medizinischen Wissenschaften ersparte ihm die Einberufung im Russisch-Japanischen Krieg. Trotzdem ging er mit dem 8. Tomsker Sibirischen Infanterieregiment an die Front in der Mandschurei. Er leitete ein Feldlazarett und wurde Hauptbakteriologe aller Lazarette in Harbin. Für die Arbeit im Kampf gegen die Typhus- und Ruhrepidemien wurde er mit dem Sankt-Stanislaus-Orden III. Klasse und dem Orden der Heiligen Anna III. Klasse ausgezeichnet. Im Lazarett in Mukden lernte er Nadeschda Wladimirowna Schirschowa (1875–1911) kennen, die er 1905 heiratete.
Zurück in Tomsk wurde Werschinin 1907 zum Privatdozenten an der  Therapeutischen Fakultätsklinik ernannt. 1908 wurde er als Vertreter Pawel Woizechowitsch Burschinskis Leiter des Lehrstuhls für Pharmakologie und Balneologie der TGU, den er bis zu seinem Tode leitete. Er erhielt für das pharmakologische Laboratorium einen großen Raum und kaufte moderne Handbücher und Lehrbücher, Reagenzien und medizinische Präparate. In Berlin, Wien, Paris, Genf und Heidelberg machte er Praktika in Kliniken und Laboratorien. In Heidelberg untersuchte er bei Rudolf Gottlieb Adrenalin und andere Präparate für die Behandlung von Herz-Kreislauf-Erkrankungen. Nach dem Tod seiner ersten Frau heiratete er Marija Petrowna Wytnowa (1876–1958), Tochter des Tomsker  Unternehmers und Mäzens Pjotr Wassiljewitsch Wytnow (1847–1902).

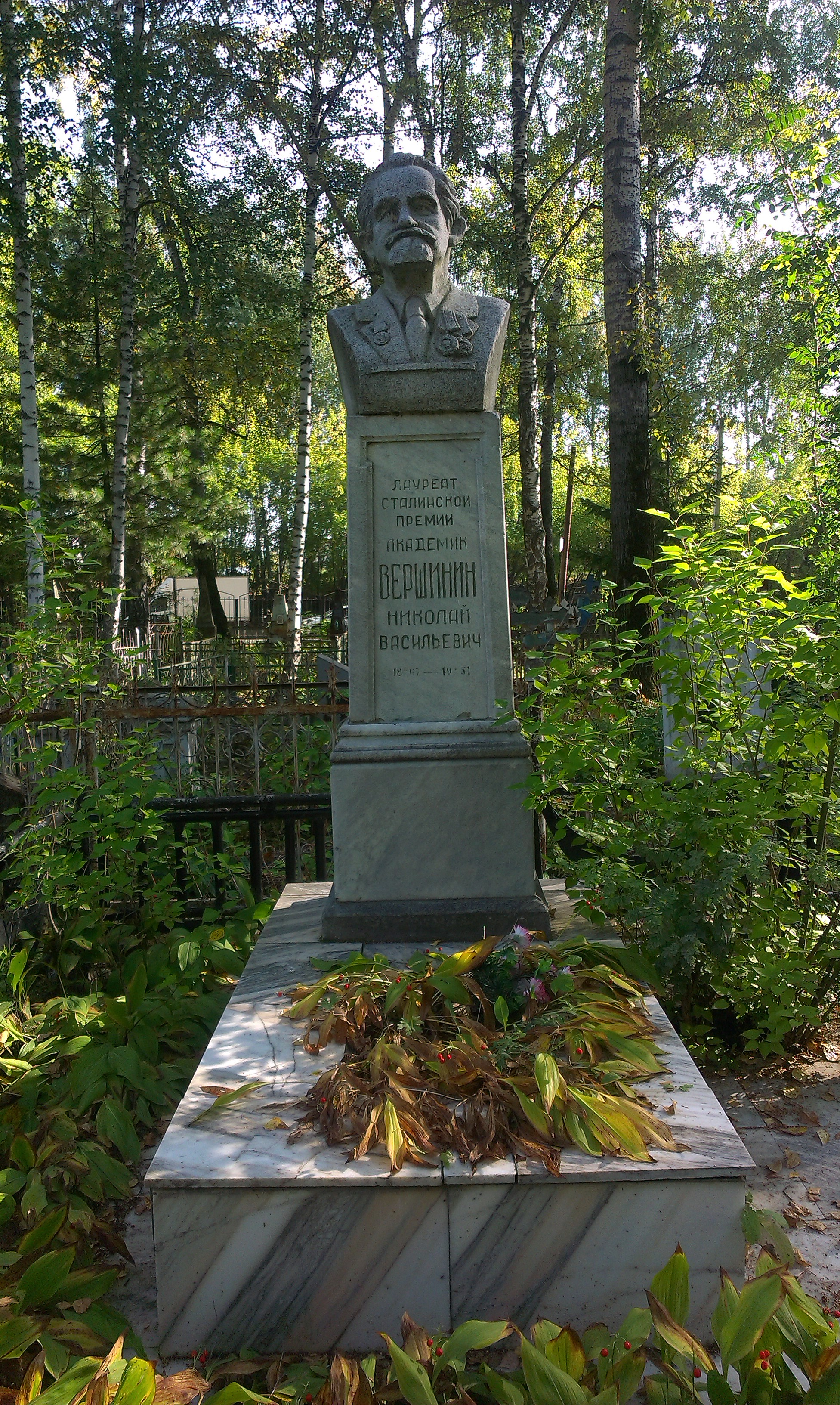
Werschinins Grab auf dem Tomsker Südfriedhof

Als im Ersten Weltkrieg die deutsche Armee an ihrer Ostfront Giftgas einsetzte, ging Werschinin auf Bitten des Roten Kreuzes an die russische Nordwestfront zur 13. Armee, um die Hilfe für die Giftgasopfer zu organisieren. Mit den Ergebnissen seiner Untersuchungen fertigte er einen Bericht an, für den er den Orden der Heiligen Anna II. Klasse erhielt. 1915 brachte er das Lehrbuch über die Pharmakologie als Grundlage der Therapie heraus, das 11 Neuauflagen erlebte. Nach dem Beispiel seines Lehrers Burschinski beteiligte er sich an der Entwicklung der Kurorte Westsibiriens. Zusammen mit Michail Georgijewitsch Kurlow untersuchte Werschinin Heilquellen und -seen. 1915 wurde sein Bericht über die Kurorte, Heilwässer und Moorbäder auf dem Kongress zur Verbesserung der vaterländischen Kurorte veröffentlicht. Diese Untersuchungen führte er auch nach der Oktoberrevolution fort.
1921 wurde Werschinin zusätzlich zum Leiter des Lehrstuhls für Pharmakologie des Omsker Medizinischen Instituts gewählt, wo er Vorlesungen über Pharmakologie und Forensische Toxikologie hielt. Unter seiner Führung gewannen seine Studenten aus Tannenöl synthetisches Campher. Für die Behandlung von Herz-Kreislauf-Erkrankungen untersuchte er die Eigenschaften von Fingerhüten, Wiesenknöpfen und anderen Pflanzen. Er war Mitglied des Wissenschaftlichen Bezirksrats für Gesundheitswesen, des Komitees für Pharmakologie, der Kommission für Industrieorganisation in Tomsk sowie ständiger Berater für die Pharmahersteller Westsibiriens. 1930 gab er die Lehrstuhlleitung in Omsk auf. Während des Deutsch-Sowjetischen Krieges führte er die bereits im Ersten Weltkrieg begonnenen Untersuchungen der Eigenschaften der sibirischen Heilkräuter zusammen mit Wiktor Wladimirowitsch Rewerdatto fort. 1945 wurde Werschinin Vollmitglied der Akademie der medizinischen Wissenschaften der UdSSR. 1947 erhielt er zusammen mit Rewerdatto und Dmitri Dmitrijewitsch Jablokow für die Entwicklung und Anwendung neuer Extraktionsmethoden für die Gewinnung von Arzneimitteln aus den Heilpflanzen Sibiriens den Stalinpreis II. Klasse.
Werschinin starb an einer Lungenembolie und wurde auf dem Tomsker Südfriedhof begraben. Sein Grab gehört zum nationalen Kulturerbe.

## Ehrungen, Preise
- Sankt-Stanislaus-Orden III. Klasse, II. Klasse
- Russischer Orden der Heiligen Anna III. Klasse, II. Klasse
- Verdienter Wissenschaftler der RSFSR (1934)[3]
- Medaille „Für heldenmütige Arbeit im Großen Vaterländischen Krieg 1941–1945“
- Stalinpreis II. Klasse (1947)
- Leninorden
- Orden des Roten Banners der Arbeit